# Lijst van voetbalinterlands Bangladesh - Guam
Deze lijst van voetbalinterlands geeft een overzicht van alle officiële voetbalwedstrijden tussen de nationale teams van Bangladesh en Guam. De landen hebben tot op heden een keer tegen elkaar gespeeld. Dat was een groepswedstrijd tijdens de AFC Challenge Cup 2006, op 3 april 2006 in Dhaka.

## Wedstrijden
| № | Plaats | Datum        | Competitie             | Wedstrijd         | Uitslag |
| - | ------ | ------------ | ---------------------- | ----------------- | ------- |
| 1 | Dhaka  | 3 april 2006 | AFC Challenge Cup 2006 | Guam − Bangladesh | 0 − 3   |

## Samenvatting
| Competitie        | Totaal gespeeld | Winst Bangladesh | Gelijk | Winst Guam | Doelsaldo Bangladesh – Guam |
| ----------------- | --------------- | ---------------- | ------ | ---------- | --------------------------- |
| AFC Challenge Cup | 1               | 1                | 0      | 0          | 3 − 0                       |
| Totaal            | 1               | 1                | 0      | 0          | 3 − 0                       |

Wedstrijden bepaald door strafschoppen worden, in lijn met de FIFA, als een gelijkspel gerekend.
BFF · Bengaals vrouwenelftal
Afghanistan ·
Algerije ·
Australië ·
Bahrein ·
Bhutan ·
Bosnië en Herzegovina ·
Burundi ·
Cambodja ·
China ·
Filipijnen ·
Guam ·
Hongkong ·
India ·
Indonesië ·
Iran ·
Japan ·
Jemen ·
Joegoslavië ·
Jordanië ·
Kirgizië ·
Koeweit ·
Laos ·
Libanon ·
Macau ·
Malawi ·
Malediven ·
Maleisië ·
Mongolië ·
Myanmar ·
Nepal ·
Noord-Korea ·
Oezbekistan ·
Oman ·
Pakistan ·
Palestina ·
Qatar ·
Saoedi-Arabië ·
Seychellen ·
Singapore ·
Soedan ·
Sri Lanka ·
Syrië ·
Tadzjikistan ·
Taiwan ·
Thailand ·
Turkmenistan ·
Verenigde Arabische Emiraten ·
Vietnam ·
Zuid-Korea ·
Zuid-Vietnam
GFA ·
Bondscoaches ·
Topscorers · 
Guamees vrouwenvoetbalelftal ·
Guam U21
Amerikaans-Samoa ·
Aruba ·
Australië ·
Bangladesh ·
Bhutan ·
Cambodja ·
China ·
Filipijnen ·
Hongkong ·
India ·
Iran ·
Laos ·
Macau ·
Malediven ·
Mongolië ·
Myanmar ·
Nieuw-Caledonië ·
Noord-Korea ·
Oman ·
Pakistan ·
Palestina ·
Salomonseilanden ·
Singapore ·
Sri Lanka ·
Syrië ·
Tadzjikistan ·
Taiwan ·
Turkmenistan ·
Vanuatu ·
Vietnam ·
Zuid-Korea